# Maio
Maio (kapverdskou kreolštinou Dja r’ Mai) je nejvýchodnější návětrný ostrov nacházející se na jih od Boa Visty a na východ od Santiaga. Ostrov je známý svými písečnými plážemi a velkými lesy, což je na Kapverdy neobvyklé.

## Historie
Ostrov byl pojmenován Maio (portugalsky květen) po svém prvním spatření dne 1. května 1460. Ještě dlouho po svém objevení sloužil jen na pastvu ovcí, oslů a dobytku.
U Maia se odehrála bezvýznamná bitva v posledních etapách napoleonských válek mezi Brity a Francouzi.

## Geografie
Na ostrově je dosud nedotčena příroda. Přestože ostrov je vulkanického původu, jako všechny ostrovy v Kapverdách, není to na něm vůbec znát. Rozloha ostrovů činí 269 km². Ostrov je plochý, nejvyšší bod je Monte Penoso, který měří 437 m. Severní část ostrova je bičována mořem a silnými větry, a proto zde ve velké míře dochází k erozi.

## Gastronomie
Tradičním pokrmem na Maiu je tchassina (solené kozí maso) či cachupa (příloha z kukuřice a fazolí).
Velmi populární jsou zde též mořské plody.